# Ulrike Kaufmann

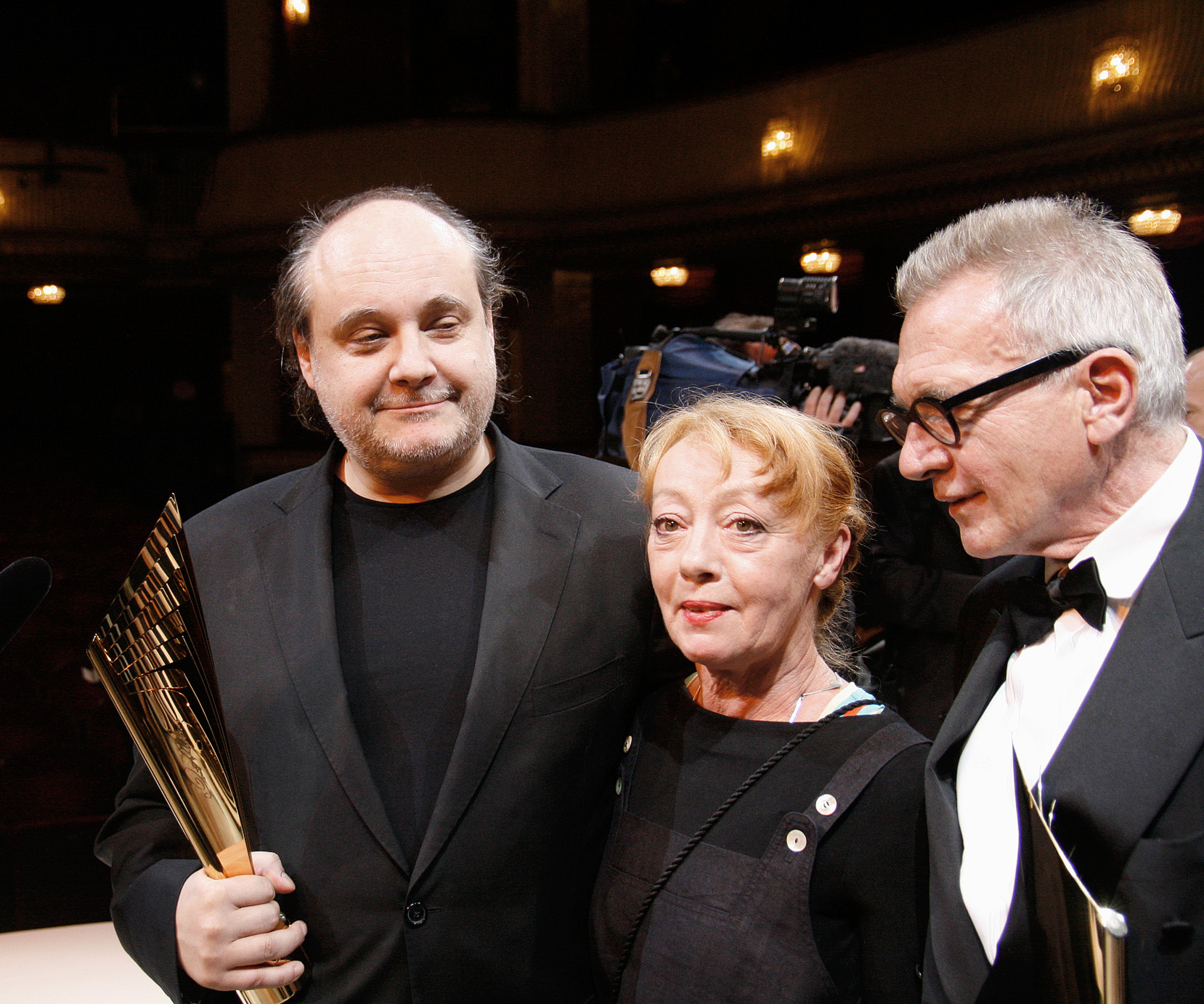
Ulrike Kaufmann mit Paulus Manker und Erwin Piplits (Nestroy-Theaterpreis 2010)

Ulrike Kaufmann (* 13. September 1953 in Gai, Steiermark; † 19. Dezember 2014) war eine österreichische Bühnenbildnerin und Grafikerin, Kostümbildnerin, Schauspielerin und gemeinsam mit Erwin Piplits Leiterin des Wiener Serapions Ensembles.

## Leben
Ulrike Kaufmann wuchs als ältestes von sechs Kindern in ländlicher Umgebung in der Steiermark auf. Sie besuchte von 1967 bis 1971 die Fachschulklasse für Gebrauchsgraphik und Fototechnik an der Ortweinschule in Graz. Anschließend studierte sie von 1972 bis 1975 in der Bühnenbildklasse bei Louis Egg an der Akademie der bildenden Künste in Wien. Seitdem lebte und arbeitete sie in Wien.
1973 gründete sie zusammen mit Erwin Piplits die Figuren-Theatergruppe „Pupodrom“ in Wien, aus der 1980 das Serapionstheater und 1988 das Odeon Theater hervorging. Kaufmann war als künstlerische Leiterin, Kostümbildnerin sowie (bei fast jeder Inszenierung auftretende) Schauspielerin des Ensembles tätig.
Am 19. Dezember 2014 erlag Ulrike Kaufmann im Alter von 61 Jahren einem schweren Leiden. Ihr Sohn Max Kaufmann übernahm 2022 die künstlerische Leitung des Odeon Theaters.

## Auszeichnungen
- 1983: Kainz-Medaille Förderungspreis
- 1984: Preis der Stadt Wien
- 1997: Kainz-Medaille Beste Ausstattung von Xanadu im Odeon-Theater
- 2000: Nestroy-Theaterpreis Beste Ausstattung von Nemo. Nemo Loquitur im Serapionstheater
- 2005: Nestroy-Theaterpreis Beste Ausstattung von Xenos im Serapionstheater
- 2010: Nestroy-Theaterpreis für das Lebenswerk, gemeinsam mit Erwin Piplits